# Cabanglasan
Cabanglasan è una municipalità di quarta classe delle Filippine, situata nella Provincia di Bukidnon, nella Regione del Mindanao Settentrionale.
Cabanglasan è formata da 15 baranggay:
- Anlogan
- Cabulohan
- Canangaan
- Capinonan
- Dalacutan
- Freedom
- Iba
- Imbatug
- Jasaan
- Lambangan
- Mandahikan
- Mandaing
- Mauswagon
- Paradise
- Poblacion